# Smokovci
Smokovci este un sat din comuna Cetinje, Muntenegru.

## Demografie
|  |

| Demografie | Demografie | Demografie |
| An         | Locuitori  | Locuitori  |
| ---------- | ---------- | ---------- |
|            |            |            |
|            |            |            |
|            |            |            |
|            |            |            |
| 1948       | 55         |            |
| 1953       | 42         |            |
| 1961       | 26         |            |
| 1971       | 27         |            |
| 1981       | 11         |            |
| 1991       | 4          | 4          |
| 2003       | -          | -          |